# Varazes (conde)
Varazes (em latim: Varazes; em armênio: Վարազ; romaniz.: Varaz) foi um oficial bizantino de origem armênia do século VI que desempenhou função sob Justiniano (r. 527–565). 

## Nome
Varazes é a forma latina do armênio Varaz (Վարազ), que derivou do persa médio e parta Varaz (Warāz), que por sua vez derivou do avéstico Varaza (Warāza, "javali selvagem"). Foi registrado em grego como Barazes (Βαράζης, Barázēs), Uarazes (Ουαράζης, Ouarázēs) e Guraz (Γουραζ, Gouraz).

## Vida

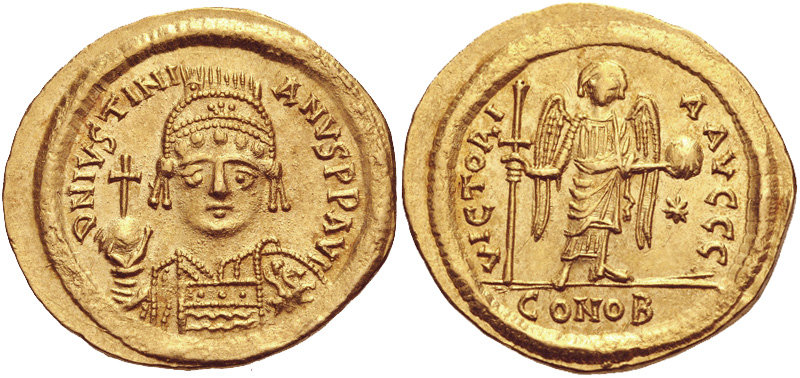
Soldo de Justiniano r.

Varazes era originário da Persarmênia. Foi enviado em 547 como comandante de 800 armênios para a península Itálica para ajudar Belisário na Guerra Gótica. Aportou em Brundísio, onde resgatou Vero. Mais tarde navegou até Tarento; quiçá permaneceu na Itália até 550. Na primavera de 551, foi enviado a Lázica onde comandou, possivelmente como conde dos assuntos militares, destacamento de 800 tzanos. Acampou perto do rio Fásis com os oficiais Benilo e Uligago, mas retrocedeu com a aproximação do exército persa liderado por Mermeroes.